# Гестапо
Геста́по (нем. Gestapo; сокращение от нем. Geheime Staatspolizei, «тайная государственная полиция») — государственная тайная полиция в нацистской Германии. Действовала в 1933—1945 годах как на территории Германии, так и в оккупированных странах. Организационно входила в состав Министерства внутренних дел Германии, а также с 1939 года — в Главное управление имперской безопасности (РСХА), контролировавшееся нацистской партией и СС.
Гестапо вело преследование инакомыслящих, недовольных и противников власти Адольфа Гитлера. Обладая широкими полномочиями, являлось важнейшим инструментом проведения карательной политики как в самой Германии, так и на оккупированных территориях. Гестапо занималось расследованиями деятельности всех враждебных режиму сил, при этом деятельность гестапо была выведена из-под надзора административных судов, в которых обычно обжаловались действия государственных органов. В то же время гестапо обладало правом превентивного ареста (нем. Schutzhaft) — заключения в тюрьму или концентрационный лагерь без судебного решения.
Вердикт Международного военного трибунала объявил гестапо, СС и СД организациями, использовавшимися в преступных целях, включая преследование и уничтожение евреев, зверства и убийства в концентрационных лагерях, превышения власти на оккупированных территориях, реализацию программы рабского труда, жестокое обращение и убийства военнопленных. Под определение гестапо в этом выводе попадали все чиновники IV отдела Главного управления имперской безопасности, а также в других отделах, если они вели дела, порученные гестапо; также под это определение попадали сотрудники пограничной полиции, но не сотрудники таможенных служб и тайной полевой полиции, чьи действия рассматривались в индивидуальном порядке. Все члены гестапо, занимавшие перечисленные должности, зная о совершаемых преступлениях, объявлены трибуналом преступниками.

## Организационное развитие
Гестапо было создано 26 апреля 1933 года Германом Герингом, министром внутренних дел Пруссии. Изначально речь шла об относительно скромном органе — отделе 1А (политические преступления) реорганизуемой полиции Пруссии, основная задача которого заключалась в наблюдении и борьбе с политическими противниками. Руководителем отдела был назначен Рудольф Дильс. Вскоре отдел получает наименование Тайная государственная полиция.
До 17 июня 1936 года Geheime Staatspolizeiamt имело сокращенное название Gestapa. После реформы, проведённой Гиммлером, название сменилось на Geheime Staatspolizei, и сокращенное тоже сменилось на Gestapо.
Подразделения гестапо, кроме Берлина, создаются по всей Пруссии. В это же время Генрих Гиммлер, рейхсфюрер СС и начальник полицейского управления Баварии, ведёт работу по объединению подразделений политической полиции разных земель Германии. Постепенно вся политическая полиция Германии, за исключением прусской, переходит в подчинение Гиммлеру.
30 ноября 1933 года Геринг, как министр-председатель правительства Пруссии, издал указ, согласно которому гестапо выводилось из подчинения прусского МВД и становилось самостоятельной организацией.
В начале 1934 года в ходе усиления внутрипартийной борьбы, а также в связи с тем, что Геринг всё больше концентрируется на развитии Люфтваффе, достигается соглашение о переходе гестапо в компетенцию Гиммлера. 1 апреля 1934 Рудольф Дильс освобождается от должности. Хотя формально гестапо всё ещё подчинено Герингу, фактически им руководит Рейнхард Гейдрих, шеф службы безопасности (СД). С этого момента гестапо начинает развиваться во всеобъемлющую организацию по слежке и борьбе с противниками режима, тесно переплетаясь со структурами СС. Подразделения политической полиции всех земель Германии подчиняются управлению гестапо в Берлине.
17 июня 1936 года Генрих Гиммлер стал главой всей немецкой полиции. Все полицейские формирования с этого момента больше не подконтрольны министерствам внутренних дел земель, а централизованно подчинены рейхсфюреру СС Гиммлеру. Подразделения уголовной (криминальной) и политической (гестапо) полиции реорганизованы в единую полицию безопасности (нем. Sicherheitspolizei, Sipo); руководителем главного управления полиции безопасности назначен Гейдрих, получивший должность главы полиции безопасности и СД. Непосредственно борьбой с противниками национал-социалистического режима занялось отделение II (политическая полиция), руководство которым возложено на Генриха Мюллера. Дополнительно гестапо стало теперь инструментом репрессий и против евреев, и так называемых «асоциальных» и «ленивых».
27 сентября 1939 года сделан следующий шаг по слиянию репрессивных органов государства и нацистской партии (НСДАП). Криминальная полиция, политическая полиция, другие полицейские службы и службы СД объединены в Главное управление имперской безопасности (РСХА, нем. RSHA); гестапо входит в него в качестве IV управления под названием «Борьба с противником — гестапо», руководитель Генрих Мюллер.
В марте 1941 года произведена значительная реорганизация РСХА, затронувшая и гестапо. В состав IV управления, переименованное в «Исследование и борьба с противником — управление тайной государственной полиции», включены подразделения, ранее входившие в состав СД.
Такое положение просуществовало практически до конца войны, когда гестапо было ликвидировано наряду с другими институтами нацистской Германии. Судьба шефа гестапо Генриха Мюллера, исчезнувшего в начале мая 1945 года, достоверно неизвестна. По одной из версий, 2 мая он совершил самоубийство, проглотив ампулу с цианистым калием.

## Структура
Организационная структура гестапо неоднократно изменялась. После основания оно делилось на 10 отделов: «общий»; для проведения арестов; остальные 9 имели задачей наблюдение за определёнными политическими движениями. После того, как гестапо было переподчинено Гиммлеру и разделено на 3 главных отдела (управление, политическая полиция, полиция защиты (нем. Abwehrpolizei)), собственно политическая полиция продолжала придерживаться организационного разделения по функциональному принципу.
Когда в 1936 году произошло объединение с уголовной полицией в полицию безопасности, из соответствующих подразделений было создано единое Управление по руководству и персоналу, регулировавшее интересы обоих полицейских учреждений.
Во время реорганизаций 1939−1941 годов часть отделов гестапо были включены в состав других управлений; одновременно в состав IV управления РСХА включались подразделения из других служб. После реорганизации марта 1941 года сложилась практически окончательная структура гестапо, незначительно изменённая в 1944 году.
Одновременно с изменением организационной структуры гестапо менялась и численность сотрудников. Если в 1933 году в управлении тайной государственной полиции служило 50 человек, то в 1935 году, после подчинения подразделений политической полиции земель управлению в Берлине, численность сотрудников гестапо составляла 4 200 человек в центральном аппарате и на местах. К концу войны численность сотрудников гестапо превышала 40 000 человек.
В соответствии с организационным планом на март 1941 года IV управление РСХА «Исследование и борьба с противником, управление тайной государственной полиции» возглавил бригадефюрер СС и генерал-майор полиции (а с 9 ноября 1941 года — группенфюрер СС и генерал-лейтенант полиции) Генрих Мюллер. Его бессменным заместителем был оберфюрер СС и полковник полиции (впоследствии бригадефюрер СС и генерал-майор полиции) Вильгельм (Вилли) Крихбаум (более известный как «Вилли К.»). Крихбаум по-совместительству с должностью первого заместителя начальника IV отдел РСХА (гестапо) был также бессменным шефом ГФП (Тайная полевая полиция, которую на армейском сленге называли «гестапо вермахта» (Gestapo der Wehrmacht), а также «полевое гестапо» или «фельдгестапо» (Feldgestapo)). Кроме того, Крихбаум курировал работу Пограничной полиции рейха (Grenz-polizei, Grepo). «Новое» гестапо состояло из канцелярии и пяти отделов:
- Канцелярия управления. Начальник канцелярии — штурмбаннфюрер СС Пипер. Кроме канцелярской работы отдел ведал информацией и подбором кадров для управления. В ведении канцелярии находилась также внутренняя тюрьма гестапо.
- IV A (борьба с противником): оберштурмбаннфюрер СС и оберрегирунгсрат Фридрих Панцингер
  - IV A 1 (коммунисты, марксисты, тайные организации, военные преступления, незаконная и вражеская пропаганда): штурмбаннфюрер СС и криминальдиректор Йозеф Фогт, гауптштурмфюрер СС доктор Гюнтер Кноблох[нем.] (с августа 1941)
  - IV A 2 (борьба с саботажем, контрразведка, политические фальсификации): гауптштурмфюрер СС комиссар уголовной полиции Хорст Копков, оберштурмфюрер СС Бруно Заттлер (с 1939), штурмбаннфюрер СС Курт Гайслер[нем.] (с лета 1940)
  - IV A 3 (реакционеры, оппозиционеры, монархисты, либералы, эмигранты, предатели родины): штурмбаннфюрер СС и криминальдиректор Вилли Литценберг
  - IV A 4 (Служба охраны, предотвращение покушений, наружное наблюдение, спецзадания, отряды розыска и преследования преступников): штурмбаннфюрер СС и криминальдиректор Франц Шульц
- IV B: (секты): штурмбаннфюрер СС Альберт Хартль[нем.], оберфюрер СС Гумберт Ахамер-Пифрадер (с февраля 1944)
  - IV B 1 (политические церковные деятели/католики): штурмбаннфюрер СС и регирунгсрат Эрих Рот
  - IV B 2 (политические церковные деятели/протестанты): штурмбаннфюрер СС и регирунгсрат Эрих Рот
  - IV B 3 (другие церкви, франкмасоны): Отто-Вильгельм Вандеслебен (с декабря 1942)
  - IV B 4 (еврейский вопрос — эвакуация евреев, охрана имущества (с 1943), лишение гражданства (с 1943)): штурмбаннфюрер СС Адольф Эйхман
- IV С: (картотека): оберштурмбаннфюрер СС и оберрегирунгсрат Фриц Ранг[нем.]
  - IV C 1 (обработка информации, главная картотека, справочная служба, наблюдение за иностранцами, центральный визовый отдел): полицайрат Пауль Мацке
  - IV C 2 (превентивное заключение): штурмбаннфюрер СС, регирунгсрат и криминалрат доктор Эмиль Берндорфф
  - IV C 3 (наблюдение за прессой и издательствами): штурмбаннфюрер СС, регирунгсрат доктор Эрнст Яр
  - IV C 4 (наблюдение за членами НСДАП): штурмбаннфюрер СС и криминальрат Курт Штаге
- IV D (оккупированные территории): оберштурмбаннфюрер СС доктор Эрвин Вайнманн
  - IV D 1 (вопросы протектората Богемии и Моравии): доктор Густав Йонак[нем.], штурмбаннфюрер СС доктор Бруно Леттов (с сентября 1942), оберштурмбаннфюрер СС Курт Лишка (с ноября 1943)
  - IV D 2 (вопросы генерал-губернаторства): регирунгсрат Карл Тиманн, оберштурмбаннфюрер СС и оберрегирунгсрат доктор Иоахим Доймлинг (с июля 1941), штурмбаннфюрер СС и регирунгсрат Харро Томсен (с июля 1943)
  - IV D 3 (иностранцы из враждебных государств): гауптштурмфюрер СС и криминальрат Эрих Шрёдер, штурмбаннфюрер СС Курт Гайслер (с лета 1941)
  - IV D 4 (оккупированные территории: Франция, Люксембург, Эльзас и Лотарингия, Бельгия, Нидерланды, Норвегия, Дания): штурмбаннфюрер СС и регирунгсрат Бернхард Баатц
- IV E (контрразведка): штурмбаннфюрер СС и регирунгсрат Вальтер Шелленберг; штурмбаннфюрер СС Вальтер Хуппенкотен (с июля 1941)
  - IV E 1 (общие вопросы контрразведки, дела об измене родине и шпионаже, контрразведка на промышленных предприятиях): с 1939 гауптштурмфюрер СС Вилли Леман (советский агент «Брайтенбах»), разоблачённый и казнённый в 1942[6][7]; гауптштурмфюрер СС и комиссар уголовной полиции Курт Линдов; штурмбаннфюрер СС и обер-регирунгсрат Вальтер Ренкен[6]
  - IV E 2 (противодействие экономическому шпионажу): регирунгсамтманн Себастиан
  - IV E 3 (служба контрразведки «Запад»): гауптштурмфюрер СС и криминальрат доктор Герберт Фишер
  - IV E 4 (служба контрразведки «Север»): криминальдиректор доктор Эрнст Шамбахер[нем.]
  - IV E 5 (служба контрразведки «Восток»): штурмбаннфюрер СС и криминальдиректор Вальтер Кубицки
  - IV E 6 (служба контрразведки «Юг»): гауптштурмфюрер СС и криминальрат доктор Шмитц
- IV N (сбор информации): штурмбаннфюрер СС Томас Вальтер
- IV P (вопросы иностранной полиции): криминальрат Альвин Виппер (с августа 1941)

В 1944 году в самостоятельный отдел IV G выделяются таможенная и пограничная стража, пограничная инспекция. Кроме того, происходит внутренняя реорганизация отделов IV A и IV B.
На местах Тайная государственная полиция имела управления (Leitstelle), которые делились на более мелкие единицы — отделы (Stelle).
На оккупированной территории СССР была создана система верховных фюреров СС и полиции. Они были подчинены непосредственно Гиммлеру и несли ответственность, каждый в своей области и во взаимодействии с местными органами полиции безопасности и СД, за борьбу с враждебными оккупантам силами. В оккупированные области сразу же вслед за армейскими подразделениями входили сформированные Главным управлением имперской безопасности айнзацгруппы полиции безопасности и СД. Их задачей была борьба со всеми «враждебными рейху элементами» (коммунисты, евреи, цыгане), которые подлежали уничтожению. При осуществлении массовых убийств айнзацгруппы подкрепляли другие части полиции (униформированная полиция охраны порядка), войска СС, местные подразделения вспомогательной полиции и частично, например, при оцеплении мест расстрела, части вермахта.

## Руководители
- Рудольф Дильс — с 26 апреля 1933 года по 20 апреля 1934 года.
- Рейнхард Гейдрих — с 22 апреля 1934 года по 27 сентября 1939 года.
- Генрих Мюллер — с 27 сентября 1939 года по май 1945 года.

## Главные отделения гестапо в нацистской Германии
- Берлин — Грюннерштрассе 12; начальники: Вильгельм Йеппе (с 9 августа по ноябрь 1933), Эвальд Хастерт (с июня по октябрь 1934), Вильгельм Харстер (с октября 1934 по 31 марта 1938), Пауль Канштейн (с 31 марта 1938 по 9 декабря 1939), Рудольф Ланге (с 17 декабря 1939 по 5 июня 1940), Вальтер Блюме (с 5 июня 1940 по 29 марта 1941), Отто Бовензипен (с 29 марта 1941 по 15 мая 1943), Вильгельм Бок (с 15 мая 1943 по май 1945)
- Мюнхен — Дитлинденштрассе 32-43; начальники: Якоб Бек (с апреля 1934 по февраль 1935), Вальтер Штепп (с февраля 1935 по декабрь 1937), Лотар Бойтель (с 1938 по 1939), Эрих Иссельхорст (с декабря 1939 по ноябрь 1942), Освальд Шэфер (с 1942 по 1945)
- Вена — Морцинпланц 4, главному отделению подчинялись отделения гестапо в Линце, Клагенфурте, Граце и Инсбруке; начальники: Гумберт Ахамер-Пифрадер (с марта 1938 по март 1939), Франц Йозеф Хубер (с марта 1939 по декабрь 1944)
- Штутгарт — Вильгельм-Муррштрассе 10; начальники: Рудольф Ланге (с июня по 24 июля 1939), Иоахим Бёз (с 24 июля 1939 по июль 1941), Фрихрих Мусгай (с июля 1941 по 1945)
- Магдебург — Клостеркирхофф 1; начальники: Отто Бовензипен (с июня 1934 по 7 февраля 1935), Генрих Вицдам (7 февраля 1935 по 15 февраля 1936), Альберт Ляйтерер (с 15 февраля 1936 по 20 сентября 1941), Гельмут Бишофф (с 20 сентября по 4 марта 1944), Роберт Мор (с 4 марта 1944 по февраль 1945)
- Кёнигсберг — Линденштрассе 7-15, главному отделению подчинялись отделения в Тильзите и Цихенау; начальники: Вильгельм Каспер (1933) Генрих Вицдам (с 15 февраля 1936 по 1 июня 1940), Вальтер Альбат (1941), Константин Канарис (с 29 октября 1941 по 31 октября 1942), Хорст Фрайтаг (с 31 октября 1942 по 17 августа 1944)
- Мюнстер — Гутенбергштрассе 17, начальники: Ганс Фишер (1936) Карл Эберхард Шёнгарт (1938—1939), Йозеф Кройцер (с июня 1940 по сентябрь 1942), Александер Ландграф (с октября 1942 по март 1945)
- Гамбург — Даммторштрассе 25, главному отделению подчинялись отдел гестапо в Киле; начальники Бруно Штреккенбах (с 1933 по 1936), Йозеф Кройцер (с 12 сентября 1942 по 24 июня 1944)
- Штеттин — Аугусташтрассе 47; начальники: Фриц Херрман (с 1934 по 1939), Курт Хафке (с 11 января 1939 по 1 июня 1940 и с 3 мая по 20 декабря 1941), Макс Недвед (с 12 июля 1941 по 12 сентября 1942), Бруно Мюллер (1941), Фриц Липхардт (с 6 ноября 1943 по 1945)
- Дюссельдорф — Мюльхаймштрассе 47, главному отделению подчинялись отделы гестапо в Кобленце и Кёльне; начальники: Франц Зоммер (с октября 1934 по июль 1939), Курт Вентер (16 ноября 1940 по 11 октября 1941), Вальтер Альбат (с 11 октября 1941 по 15 сентября 1943) Густав Адольф Носске (с 1943 по 1944), Ганс Хеншке (с 1 октября 1944 по 6 января 1945), Ганс Колитц (с 6 января по апрель 1945)
- Ганновер — Рюмкорффштрассе 20; начальники: Пауль Канштейн (с июня 1935 по 1937), Вальтер Блюме (с 1938 по 31 января 1940), Рудольф Батц (с 1 июня 1940 по 18 сентября 1943), Йоханнес Рентш (с 18 сентября 1943 по февраль 1945)
- Киль — Дюппельштрассе 23; начальники: Ганс Хеншке (с 8 сентября 1941 по 1944), Фриц Шмидт (с февраля 1944 и до конца войны)
- Данциг — Нойгартен 27; начальники: Рудольф Трёгер, Гельмут Танцман (с ноября 1939 по май 1940), Ганс Гельмут Вольф, Гюнтер Венедигер (с 15 августа 1941 и до конца войны)

## Отделения гестапо на оккупированных территориях

### Франция
- Лион — начальник: гауптштурмфюрер СС Клаус Барби
- Страсбург — начальник: штурмбаннфюрер СС Гельмут Шлирбах
- Мец — начальник: штурмбаннфюрер СС Ганс-Георг Шмидт[9][10]
- Тулуза — начальник: оберштурмфюрер СС Карл-Гейнц Мюллер[11]
- Марсель — начальник: гауптштурмфюрер СС Гюнтер Хеллвинг

### Югославия
- Белград — начальники: оберштурмбаннфюрер СС Карл Краус; штурмбаннфюрер СС Бруно Заттлер
- Марибор — начальник: штурмбаннфюрер СС Вальтер Махуле
- Есенице — начальник: оберштурмфюрер СС Клемент Друшке[12]

### Чехословакия
- Прага — начальники: оберфюрер СС Ганс-Ульрих Гешке, оберштурмбаннфюрер СС Эрнст Герке
- Йичин — начальник: гауптштурмфюрер СС Эдуард Фишер
- Табор — начальник: оберштурмфюрер СС Артур Альбрехт
- Брно — начальник: оберштурмбаннфюрер СС Вильгельм Нёлле
- Карловы Вары — начальник: оберштурмбаннфюрер СС Йозеф Гмайнер

### Норвегия
- Осло — начальники: штурмбаннфюрер СС Гельмут Рейнхард

### Оккупированные территории СССР
- Киев — начальник: штурмбаннфюрер СС Ганс Шумахер
- Минск — начальник: оберштурмфюрер СС Георг Хойзер
- Вильнюс — начальник: гауптштурмфюрер СС Генрих Эрлен
- Рига — начальник: гауптштурмфюрер СС Вальтер Ягуш

## Служебные звания (чины)
В гестапо использовалась система чинов, аналогичная криминальной полиции. Так как гестапо было в своей основе государственным органом, а не партийным, и не входило в структуру СС, то в гестапо имелись сотрудники, которые не были членами НСДАП или СС, и соответственно имели только полицейские звания. В то же время ряд подразделений гестапо являлся подразделениями СД и сотрудники таких подразделений носили звания СС, не имея специальных полицейских званий. Кроме того, вместо специального полицейского звания сотрудники полиции могли иметь звание, общее для государственной службы Германии.
| Полиция безопасности (SiPo) (уголовная полиция, гестапо)                                       | Полиция порядка (OrPo) (административная полиция)     | Полиция порядка (OrPo) (охранная полиция, жандармерия, противопожарная полиция)                                                   | СС                                                 |
| ---------------------------------------------------------------------------------------------- | ----------------------------------------------------- | --- | -------------------------------------------------- |
| Криминальассистентенанвертер им форберайтунгсдинст (Криминальассистент-кандидат на стажировке) | —                                                     | Анвертер | Анвертер СС                                        |
| —                                                                                              | —                                                     | Анвертер (после шести месяцев службы)                                                                                             | Манн СС                                            |
| —                                                                                              | —                                                     | Унтервахтмайстер | Штурмманн СС                                       |
| —                                                                                              | —                                                     | Роттвахтмайстер | Роттенфюрер СС                                     |
| Криминальассистентанвертер (Криминальассистент-кандидат)                                       | Амтсгехильфе Ботенмайстер Хаусмайстер                 | Вахтмайстер | Унтершарфюрер СС                                   |
| Криминальассистент                                                                             | Полицайассистент                                      | Обервахтмайстер | Шарфюрер СС                                        |
| Криминальассистент[прояснить]                                                                  | Полицайассистент Полицайгефенгнисобервахтмайстер      | Ревир-обервахтмайстер (охранная полиция) Бециркс-обервахтмайстер (жандармерия) Цугвахтмайстер (казарменные подразделения полиции) | Обершарфюрер СС                                    |
| Криминальоберассистент                                                                         | Полицайоберассистент Полицайгефенгнисгауптвахтмайстер | Гауптвахтмайстер | Гауптшарфюрер СС                                   |
| Криминальсекретарь                                                                             | Полицайсекретарь                                      | Майстер | Штурмшарфюрер СС                                   |
| Криминальсекретарь Криминальбециркссекретарь* Хильфскриминалькоммиссар Криминальинспектор      | Полицайсекретарь Канцлайсекретарь Полицайинспектор    | Обермайстер Лейтенант полиции (с 1939)                                                                                            | Унтерштурмфюрер СС                                 |
| Криминалькоммиссар Криминальинспектор                                                          | Полицайинспектор                                      | Инспектор Обер-лейтенант полиции (с 1939)                                                                                         | Оберштурмфюрер СС                                  |
| Криминальрат* Криминалькоммиссар                                                               | Полицайрат Полицайоберинспектор                       | Оберинспектор Гауптманн полиции (с 1939)                                                                                          | Гауптштурмфюрер СС                                 |
| Криминальрат* Криминальдиректор Регирунгс- унд криминальрат*                                   | Криминальрат Амтсрат Амтманн                          | Майор полиции | Штурмбаннфюрер СС                                  |
| Оберрегирунгс- унд криминальрат*                                                               | Полицайдиректор                                       | Оберст-лейтенант полиции | Оберштурмбаннфюрер СС                              |
| Регирунгс- унд криминальдиректор* Райхскриминальдиректор*                                      | Полицайпрезидент                                      | Оберст полиции | Штандартенфюрер СС                                 |
| —                                                                                              | Полицайпрезидент                                      | — | Оберфюрер СС                                       |
| ???                                                                                            | Полицайпрезидент                                      | Бригадефюрер СС и генерал-майор полиции                                                                                           | Бригадефюрер СС и генерал-майор войск СС           |
| ???                                                                                            | Министриальдиректор                                   | Группенфюрер СС и генерал-лейтенант полиции                                                                                       | Группенфюрер СС и генерал-лейтенант войск СС       |
| Начальник Полиции безопасности и СД                                                            | «Начальник полиции порядка» (до апреля 1942 г.)       | Обергруппенфюрер СС и генерал полиции                                                                                             | Обергруппенфюрер СС и генерал войск СС             |
| —                                                                                              | «Начальник полиции порядка» (с апреля 1942 г.)        | Оберстгруппенфюрер СС и генерал-полковник полиции                                                                                 | Оберстгруппенфюрер СС и генерал-полковник войск СС |
| Рейхсфюрер СС и Начальник Германской полиции                                                   |                                                       | |                                                    |
| Фюрер Великогерманского рейха                                                                  |                                                       | |                                                    |

- Криминальбециркссекретарь[13] (унтерштурмфюрер СС)
- Криминальрат[14] стаж службы свыше 15 лет (штурмбаннфюрер СС)
- Регирунгс- унд криминальрат[15] (штурмбаннфюрер СС)
- Оберрегирунгс- унд криминальрат (оберштурмбаннфюрер СС)
- Регирунгс- унд криминальдиректор (штандартенфюрер СС)
- Райхскриминальдиректор (штандартенфюрер СС)

В скобках приведены соответствующие звания СС в качестве сравнения. Сложные звания (регирунгс- унд криминальрат — правительственный и криминальный советник) в обиходе и в документах часто именовались по первой и последней части (регирунгсрат — правительственный советник), что соответствовало общечиновничьим званиям, и только в случае необходимости подчеркнуть принадлежность к полицейской службе употреблялось полное наименование.

## Комментарии
1. ↑  Термины «преступления против мира», «военные преступления», «преступления против человечности» и «преступная организация», фигурирующие в тексте приговора, определены Уставом Международного военного трибунала (§ II, ст. 6, 10), приложенным к Соглашению о его учреждении от 8 августа 1945 года[1][2].
2. ↑  «Гестапо и СД использовались для целей, которые являлись <…> преступными и включали преследование и истребление евреев, зверства и убийства в концентрационных лагерях, эксцессы на оккупированных территориях, проведение программы рабского труда, жестокое обращение с военнопленными и убийство их. <…> Рассматривая дело гестапо, Трибунал имеет в виду всех оперативных и административных чиновников IV отдела главного имперского управления безопасности или тех, кого касались вопросы, связанные с гестапо в других отделах главного управления имперской безопасности, и всех местных чиновников гестапо, которые служили как внутри Германии, так и за её пределами, включая сотрудников пограничной полиции, но не включая сотрудников таможенной пограничной охраны или тайной полевой полиции <…>. По предложению Обвинения Трибунал не включает лиц, находившихся на службе в гестапо для выполнения чисто канцелярской, стенографической, хозяйственной или подобного рода технической повседневной работы. <…> Трибунал признает преступной, согласно Уставу, группу, состоящую из тех членов гестапо и СД <…>, которые вступили в организацию или оставались в ней, зная о том, что она использовалась для совершения действий, объявленных преступными <…>, или как члены организации лично принимали участие в совершении подобных преступлений. Основой для вынесения настоящего приговора является то, участвовала ли организация в совершении военных преступлений и преступлений против человечности <…>»[3].